# Itema
Itema S.p.A. è una società italiana che opera nel settore della produzione di soluzioni per la tessitura, tra cui telai all'avanguardia, ricambi e servizi integrati. Dal 2012 appartiene per il 60% alla famiglia Radici, per il 40% alle famiglie Arizzi e Torri.
Itema è l'unico fornitore a livello mondiale a produrre tutte le tre tecnologie di inserzione della trama, pinza, aria e proiettile. Il telaio a proiettile è, inoltre, esclusivo dell'azienda.

## Storia
La storia di Itema inizia, prima con Pietro Radici e poi con il figlio Gianni, con la nascita di Somet, Società Macchine Tessili, nel 1967 in provincia di Bergamo. Guidata dal 1990 dal fratello di Gianni, Miro Radici, la società nel 2000, a seguito dell'acquisizione di Vamatex, cambierà nome in Promatech. La nuova società acquisirà a sua volta nel 2001 SulTex (Sulzer textile), società svizzera leader nell'industria tessile, la cui nascita risale al 1834. Prendendo il nome di Itema e aprendo il vertice a manager esterni dopo la decisione di MIro Radici di farsi da parte, la società è riorganizzata nel 2012 con la fondazione di Itema S.p.a. che racchiude in sé tutte queste società in un nome unico. Riassetto anche societario: la maggioranza finisce ai cinque figli di Gianni Radici.
La sede dell'azienda è a Colzate, in Val Seriana, in provincia di Bergamo, dove risiedono le sedi amministrative e commerciali e il cuore della produzione. Un altro sito produttivo è a Vilminore di Scalve, ancora in provincia di Bergamo. Oltre confine, Itema ha siti produttivi in Svizzera (a Zuchwil) e in Cina (a Shanghai) e uffici di rappresentanza in numerosi paesi, tra cui India, USA, Turchia e Giappone.
Nel febbraio 2014 la società lancia Itema Academy, un programma per reclutare e mantenere giovani promettenti e neolaureati in collaborazione con Confindustria Bergamo, e apre in marzo ItemaLab, un nuovo incubatore di ricerca nel Parco tecnologico di Kilometro Rosso, alle porte di Bergamo.
Nell'aprile 2017 Itema acquisisce il 61% di Lamiflex, azienda leader nei materiali compositi e produttrice del kevlar, una fibra resistentissima (il 39% rimane alla famiglia Bernini). Poco dopo rileva NoeCha, produttrice di stampanti digitali di grandi formati. Nel marzo 2018 la società chiede la quotazione alla Borsa di Milano sull'Mta attraverso un aumento di capitale con l'obiettivo di realizzare il "piano Galaxy"; passare in tre anni da 300 milioni di fatturato a 500 e raddoppiare il margine operativo lordo. Rinunciandovi un mese e mezzo più tardi per il peggioramento delle condizioni dei mercati Resta valido il "piano Galaxy".